# Lindsey Tye

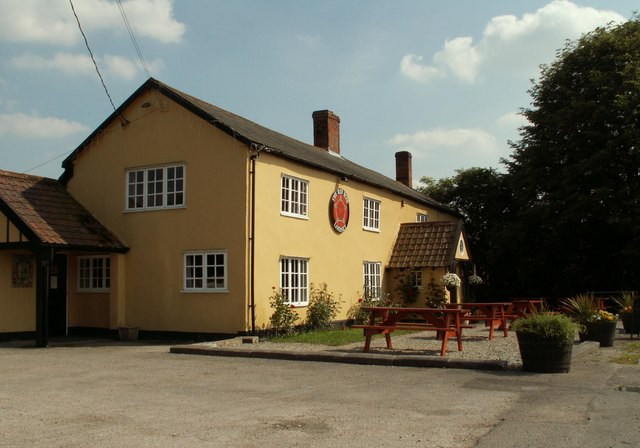
The Red Rose inn, Lindsey Tye

Lindsey Tye är en by i Suffolk, Östra England. Den har en pub. Den har 7 kulturmärkta byggnader, inklusive Cottage Owned by Mr W Partridge Immediately North of Tye Cottage, Falcon Hall, Gooseberry, Ivydene, Rose Cottage, Swallow's Farmhouse och Tye Cottage.